# 五大院氏
五大院氏（ごだいいんし）は北条氏得宗に仕えた一族。

## 概要
詳細時期は不明であるが、遠藤為俊の娘は北条宗頼の没後に五大院左衛門尉に嫁ぎ、五大院太郎左衛門尉を産んだという。
嘉元3年（1305年）の嘉元の乱では、北条時村らを殺害したとして、御内人の五大院九郎高頼が処刑されている。また、同じく嘉元の乱の際に五代院 〔ママ〕平六左衛門尉繁員が北条宗方の追討に従事したという。
徳治2年（1307年）5月には、円覚寺の大斎に結番として、八番には五大院太郎右衛門尉が、十二番には五大院左衛門入道が参列している。
元亨3年10月26日（1323年11月25日）に円覚寺で行われた9代執権北条貞時の十三回忌供養には、五大院右衛門太郎高繁（五大院宗繁？）、五大院七郎、五大院左衛門入道が参列した。
『建武記』にて、建武元年（1334年）年の奥州式引付衆の一番の1人として五大院兵衛太郎が登場する。
康永2年（1343年）9月の結城親朝の書状には五大院兵衛入道玄照の名前がある。

## 関連文献
- 菊池紳一 著「嘉元の乱に関する新史料について―嘉元三年雑記の紹介―」、北条氏研究会 編『北条時宗の時代』 1巻、八木書店、2008年。ISBN 978-4-8406-2030-7。